# شون ويسمان
شون ويسمان (مواليد 14 فبراير 1996) هو لاعب كرة قدم إسرائيلي يلعب في نادي ريال بلد الوليد في مركز الهجوم.

## روابط خارجية
- شون ويسمان على موقع الاتحاد الأوربي (الإنجليزية)
- شون ويسمان على موقع إي إس بي إن إف سي (الإنجليزية)
- شون ويسمان على موقع قاعدة بيانات كرة القدم.إي يو (الإنجليزية)
- شون ويسمان على موقع ليكيب (الفرنسية)
- شون ويسمان على موقع ناشيونال فوتبول تيمز (الإنجليزية)
- شون ويسمان على موقع Soccerbase.com (لاعب) (الإنجليزية)
- شون ويسمان على موقع Soccerway.com (الإنجليزية)
- شون ويسمان على موقع عالم كرة القدم.نت (الإنجليزية)
- شون ويسمان على موقع AS.com (الإسبانية)